# Runemagick

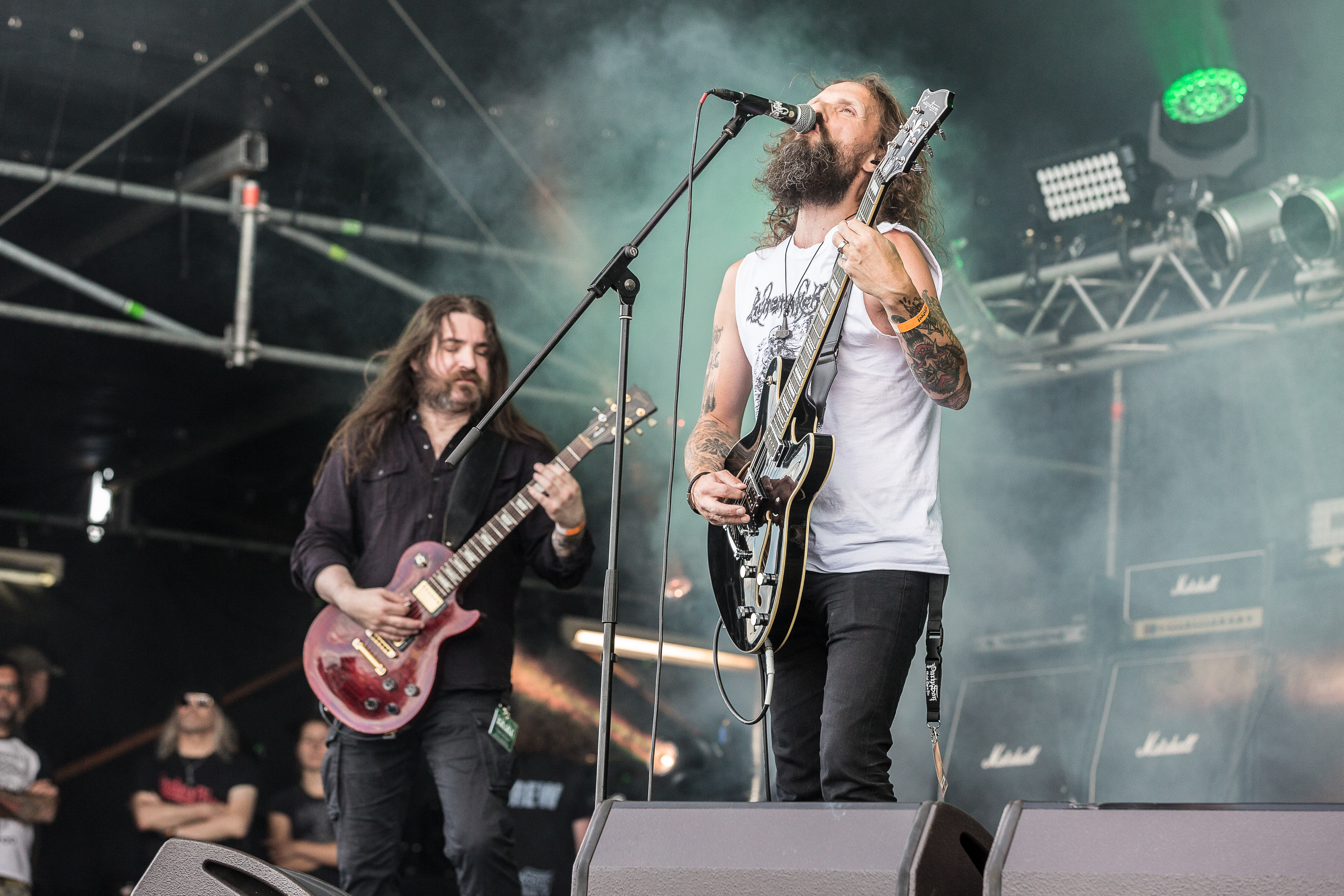
Jonas Blom und Nicklas „Terror“ Rudolfsson

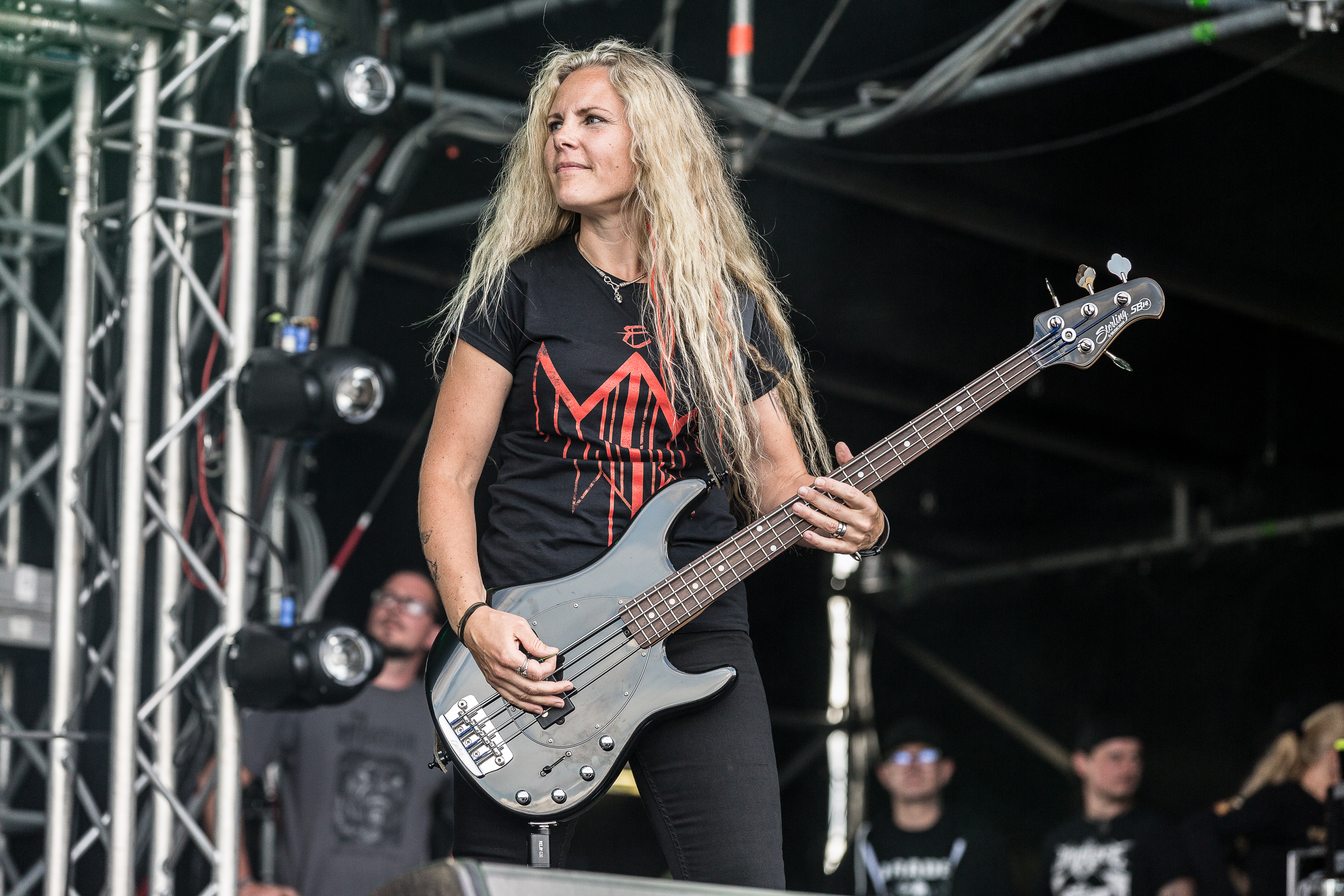
Emma Rudolfsson

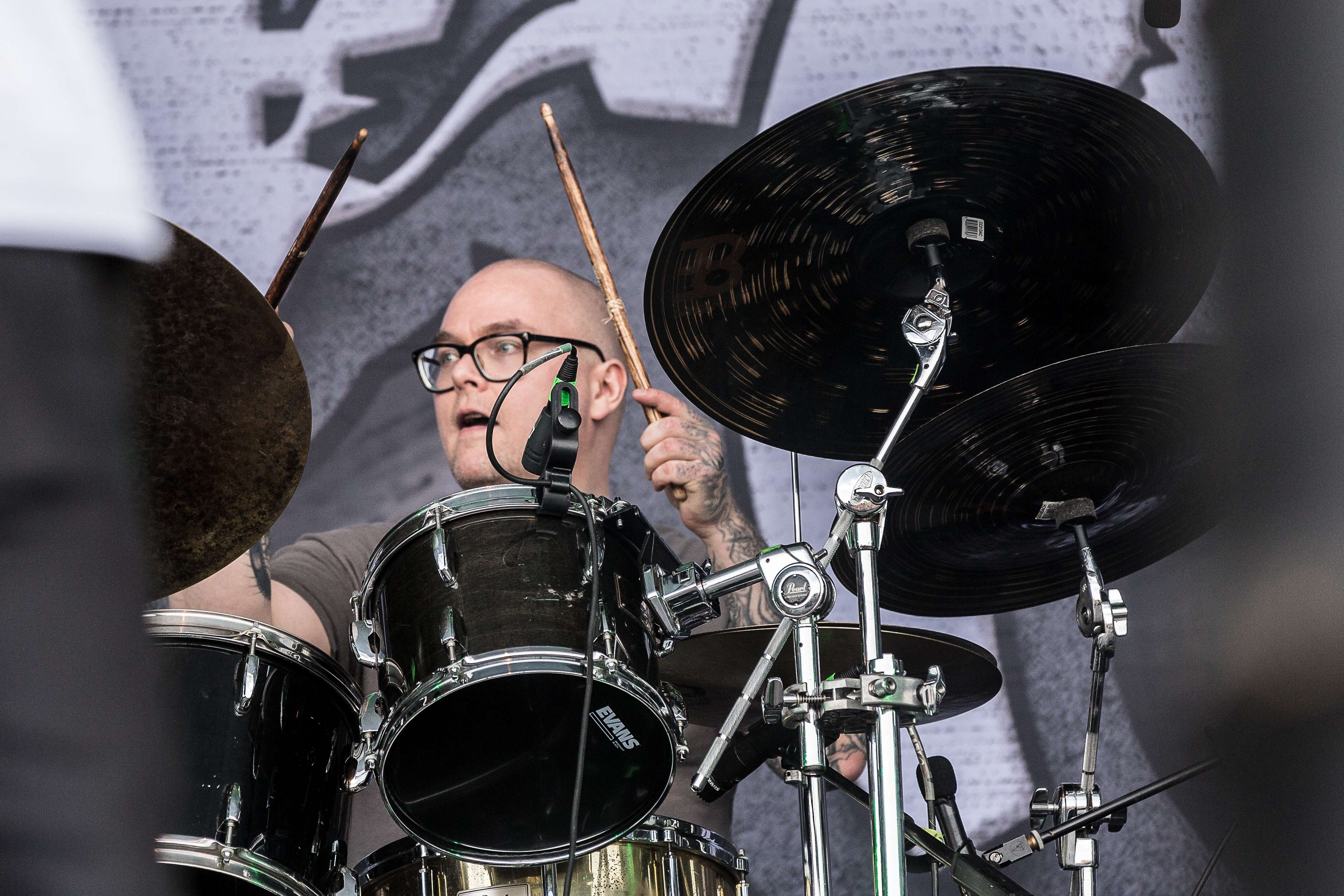
Daniel Moilanen

Runemagick (Runenmagie, siehe auch Magick) ist eine schwedische Death-Doom-Band.

## Geschichte
Nicklas „Terror“ Rudolfsson gründete Runemagick 1990 als Ein-Mann-Projekt. Nach einigen Monaten und ersten Aufnahmen bekam er Verstärkung durch Robert „Reaper“ Pehrsson. Zusammen nahmen sie 1991/92 erste Demos auf, 1992/93 folgten erste Konzerte mit Gastmusikern wie  Johan Norman (später bei Dissection und Soulreaper) und Alex Losbäck (später bei Cardinal Sin). Nachdem 1993 ein Plattenvertrag geplatzt war und Rudolfsson neben dem Verlust des Proberaums Probleme mit dem Finden permanenter Mitglieder hatte, legte er die Band auf Eis. In der Zwischenzeit spielte Rudolfsson bei Sacramentum, Swordmaster und Deathwitch.
Im Jahr 1997 erweckte er die Band zu neuem Leben, diesmal zusammen mit Fredrik Johnsson und Peter Palmdahl (Ex-Dissection). Ein weiteres Demo wurde aufgenommen und an das Plattenlabel Century Media gesandt, von welchem sie einen Vertrag über drei Alben bekamen. Nach vielfachen Wechseln in der Bandbesetzung und dem Erscheinen des dritten Albums (Resurrection in Blood) trennte man sich schließlich von Century Media und ging 2001 zum norwegischen Label Aftermath Music. Auf diesem Label erschienen in den Jahren 2002 bis 2007 acht weitere Alben. 
Nach dieser Phase hoher Produktivität folgte eine zehnjährige Pause, deren Gründe Rudolfsson rückblickend im Versiegen eines kreativen Flusses und im Fehlen einer engagierten Einstellung zur Musik und zur Szene sah. Die Reaktivierung der Band führte im Jahr 2018 zum Erscheinen des Albums Evoked from Abysmal Sleep, wiederum bei Aftermath Music. Zur aktuellen Besetzung gehören neben Nicklas Rudolfsson seine Ehefrau Emma Rudolfsson (Bass) und Daniel Moilanen (Schlagzeug), die seit 2000 mit ihm zusammen spielen. Das vierte Mitglied der Band ist seit 2018 der Gitarrist Jonas Blom, der ihr bereits von 1998 bis 2000 angehörte.

## Musikstil
Runemagick bewegt sich laut Eduardo Rivadavia von Allmusic zwischen Death, Doom, Dark und Thrash Metal. Ihm zufolge mischen zahllose skandinavische Bands Elemente des schnellen Death Thrash und des langsamen Death Doom, jedoch nur wenige so konsistent und erfolgreich wie Runemagick.
Nicklas „Terror“ Rudolfsson wurde anfangs von Bands wie Bathory, Treblinka/Tiamat, Celtic Frost, Nihilist/Entombed und Candlemass inspiriert. Durch den Einstieg von Robert „Reaper“ Pehrsson und dessen Gesangsstil näherte die Band sich stilistisch Bathory. Ihr Debüt The Supreme Force of Eternity von 1998 wich mit seinen musikalischen Wurzeln im Thrash Metal und Black Metal der 1980er stark vom damals die schwedische Szene dominierenden Melodic Death Metal ab. Der erste darauf enthaltene Titel, At the Horizons End, weist laut Rivadavia beinahe jeden Aspekt von Runemagicks Stil auf; er sei „gefüllt mit allem von thrash-artigen Geschwindigkeitsausbrüchen bis zu schrecklich-langsamen Doom-Akkorden, mit jedem Riff-Tempo dazwischen, sowie charakteristischen Gitarrenharmonien und Moll-Melodielinien – allzeit abgerundet mit gutturalem Death-Metal-Gesang“. Vielen ihrer Lieder fehle jedoch eine leicht erkennbare Identität, For You, My Death etwa wirke nur halbfertig. Laut Frank Albrecht vom Rock Hard „überrascht es wenig, daß sich die Songs ziemlich Old School-lastig anhören, man sich aber andererseits erstaunlich selten an die klassischen Schweden-Death-Bands der Pionierzeit erinnert fühlt“. Ihr „kraftvoller, meist mittelschneller Todesmörtel“ klinge „schon relativ eigenständig, obwohl natürlich gewisse Parallelen zu Acts wie Grave, Sacramentum oder Deicide nicht von der Hand zu weisen sind“. Martin Wickler vom Hard Rock & Metal Hammer schrieb, das auf dem Debüt enthaltene Material klinge „keinesfalls altbacken“, wozu sicherlich die gute Produktion des Studio Fredman ihren Teil beitrage. Dies sei „[e]rstaunlich, da die Scheibe in nur fünf Tagen eingespielt und aufgenommen wurde. Manch andere Band vermag in dieser Zeit lediglich die Gitarren zu stimmen. Bei Runemagick hat es für ein komplettes, hörenswertes Death Metal-Album gereicht, ohne daß die Songs stümperhaft oder überhastet eingespielt wirken.“ In der Rezension zum Nachfolger Enter the Realm of Death schrieb er, das Debüt sei „schon ganz nett (naja, mehr als das)“, mit Enter the Realm of Death sei der Band „allerdings ein Geniestreich gelungen“. Die Band vereine „die besten Elemente von Groove-orientierten Bands wie Unleashed oder Asphyx (RI.P.) mit der Ästhetik des Black- und des amerikanischen Death Metals“. Die Scheibe klinge perfekt. Albrecht schrieb, das Album sei „wieder ein absoluter Volltreffer geworden, auf dem es nahezu keine Ausfälle zu vermelden gibt“, die Qualität von Rudolfssons Veröffentlichungen leide nicht unter seiner „Dauerbelastung“ durch „mindestens vier oder fünf Bands […], von denen die meisten auch noch relativ regelmäßig auf Tour gehen“. Die Band zelebriere „[e]inmal mehr […] klassischen, schwedischen Old-school-Death“, der diesmal „mit einer gehörigen Ladung Thrash und einigen Bombast-Elementen angereichert“ worden sei. Außerdem habe die Band „die optimale Mischung zwischen D-Zug-Gebolze und mächtigen Midtempo-Dampfwalzen gefunden, wobei letztere durchaus an die langsameren Werke von Hypocrisy erinnern“.
Auf ihrem dritten Album Resurrection in Blood machte die Band laut Rivadavia mit dem Death Doom das, was AC/DC mit Hard Rock und die Ramones mit Punk machten. Laut Albrecht scheinen sich hier „doch ein paar Abnutzungserscheinungen bei Nicklas Rudolfsson bemerkbar zu machen“, das Album klinge „jedenfalls bei weitem nicht so zwingend wie seine beiden Vorgänger“. Die Band klinge „auf dem aktuellen Longplayer doch ein wenig unentschlossen. Zumeist dümpeln die Herrschaften in recht lahmen Midtempo-Sphären, man wartet ständig darauf, dass mal irgendwas Überraschendes passiert, aber die Jungs variieren die Geschwindigkeit ihrer Songs relativ selten, und interessante Breaks gibt’s auch kaum zu hören. So bleiben unterm Strich eine Handvoll solide Riffs und einige wenige Songperlen, aber letztlich gibt’s auf ‚Resurrection In Blood‘ nix, was nicht Unleashed, Carnage oder Grave schon besser gemacht hätten.“
Volkmar Weber vom Rock Hard erinnerte Beyond Life auf Requiem of the Apocalypse „vom Sound und eigenwilligen Stil her verblüffend an die schwedischen Freaks Pan-Thy-Monium“, vor allem das Gitarrenspiel sei „herausragend“. Er beschrieb den Stil des Albums als tonnenschweren, pechschwarzen, „fies kriechenden, schleifenden Death Metal“ und Requiem of the Apocalypse als „das langsamste, aber zugleich intensivste Album der Bandgeschichte“, das „echtes Klassiker-Potenzial“ habe. Rivadavia zog Parallelen zwischen der Perkussion und dem Gesang im Lied The Secret Alliance und dem Black-Sabbath-Album, während die Interludien ihn an Candlemass erinnerten. Auf diesem Album habe Runemagick eine bewundernswerte Balance zwischen Songwriting, Aggression und Stil gefunden. On Funeral Wings wiederum bezeichnete er als eine ihrer seltenen enttäuschenden und uninspirierten Veröffentlichungen mit wenigen Höhepunkten wie dem Titellied und Emperor of the Underworld. Stücke wie Dragon of Doom und The Doomsday Senthe hingegen suhlten sich in unnötiger Repetition, weshalb auch die normalerweise effektiven instrumentalen Interludien kaum ihre Funktion erfüllt, gut platziert die Spannung zu unterbrechen. Lieder wie Ocean Demon und Riders of Endtime, die ihn an Cathedral erinnerten, dienten nur dazu, von jedem kleinen Anschein von Kohäsion abzulenken, der On Funeral Wings hätte retten können. In seiner Rezension zu Darkness Death Doom bezeichnete Weber Runemagick als „echt unglaublich. Von Platte zu Platte entdecken die Schweden RUNEMAGICK ihre Passion für allerfinsterste Doom-Scharmützel aufs Neue, und jedes Mal kriecht die Gänsehaut noch gespenstischer deinen Leib empor. Dieser Sound ist so verdammt dunkel und pechgetränkt.“

## Diskografie

### Demos
- 1991: Promo Demon (Demo)
- 1991: Rehearsal (Demo)
- 1992: Fullmoon Sodomy (Demo)
- 1992: Necrolive (Demo)
- 1997: Dark Magick Promo (Demo)
- 2001: Sepulchral Realms (Demo)

### Alben
- 1998: The Supreme Force of Eternity (Century Media)
- 1999: Enter the Realm of Death (Century Media)
- 2000: Resurrection in Blood (Century Media)
- 2002: Moon of the Chaos Eclipse (Aftermath Music)
- 2002: Requiem of the Apocalypse (Aftermath Music)
- 2003: The Pentagram (Aftermath Music)
- 2003: Darkness Death Doom (Aftermath Music)
- 2004: On Funeral Wings (Aftermath Music)
- 2005: Envenom (Aftermath Music)
- 2006: Invocation of Magick (Aftermath Music)
- 2007: Dawn of the End (Aftermath Music)
- 2018: Evoked from Abysmal Sleep (Aftermath Music)
- 2019: Into Desolate Realms
- 2023: Beyond the Cenotaph of Mankind

### Sonstige
- 2001: Ancient Incantations (EP) (Aftermath Music)
- 2001: Dark Live Magick (Livealbum) (Bloodstone Entertainment)
- 2002: Worshippers of Death (Split mit Soulreaper) (Bloodstone Entertainment)
- 2002: Doomed by Death (Split mit Lord Belial) (Aftermath Music)
- 2003: Darkness Death Doom (DVD)
- 2005: Black Magick Sorceress (EP) (Aftermath Music)
- 2006: Realm of Living Dead – Live 2003 (MP3-Release)
- 2007: The Northern Lights (Split mit Ocean Chief) (Aftermath Music)
- 2008: Dark Dead Earth (Kompilation) (Century Media)